# Капська провінція
31° пд. ш. 22° сх. д. / 31° пд. ш. 22° сх. д.

Розташування Капської провінції на мапі ПАР

Провінція Мису Доброї Надії (англ. Province of the Cape of Good Hope; афр. Provinsie Kaap die Goeie Hoop), який зазвичай називають Капська провінція (англ. Cape Province; афр. Kaapprovinsie) а розмовно як Кейп (англ. The Cape; афр. Die Kaap) — у 1910—1994 рр. найбільша провінція Південної Африки, названа за іменем Мису Доброї Надії (англ. Cape)
Площа — 641379 кв. км
Столиця — Кейптаун
Міста: Порт-Елізабет, Іст-Лондон, Кімберлі, Грехемстаун, Стелленбош
Найбільша річка — Оранжева
Рельєф: Драконові гори; Столові гори (найвища точка Маклерас Бекон, 1087 м), Велике плато Карру
Виробляються: фрукти, овочі, вино, м'ясо, пера страуса, алмази, мідь, азбест, манган
Населення — 5041 тис. мешканців (1985); 44% — кольорові, 31% — чорні, 25% — білі, 0,6% — азіати.

## Історія
Голландці заснували перше поселення європейців на Мисі Доброї Надії 1652 року, його відвоювали англійці 1795 року, після того як французька революційна армія окупувала Нідерланди, Капську колонію продали Англії 1814 року.
Капська колонія одержала право на самоврядування 1872 року. Стала окремою провінцією Південно-Африканського Союзу 1910 року.
Починаючи з 1994 року, провінцію поділили на три нові провінції: Західну Капську, Північну Капську та Східну Капську; частину території колишньої Капської провінції приєднали до новоствореної Північно-Західної провінції.